# 대한민국의 여자 야구
대한민국의 여자 야구는 여성으로 구성된 아마추어 야구리그인 한국여자야구대회로 존재한다.

## 한국여자야구대회팀 목록
| 현재의 팀명      | 창단일 / 변경일  |
| ---------------- | ---------------- |
| 나인빅스         | 2005년 6월 25일  |
| 마구잡이         | 2008년 7월       |
| 글로리아         | 2010년 1월 22일  |
| 서울 CMS         | 2009년 12월      |
| 서울 위너스      | 2009년 11월 9일  |
| 서울 아이리스    | 2010년 12월 31일 |
| 포인트풀 떴다볼  | 2004년 8월       |
| 리얼베이스볼     | 2006년 9월       |
| 비밀리에         | 2004년 3월       |
| 서울 HIT         | 2007년 5월       |
| 베이스조이       | 2006년 3월       |
| WT 프렌즈        | 2008년 3월       |
| 블랙펄스         | 2008년 7월       |
| 해머스스톰       | 2006년 6월       |
| 안양웰촌스       | 2011년 8월       |
| 안양레이디산타즈 | 2010년 11월 3일  |
| 플라워즈         | 2008년 3월       |
| 레이디스         | 2007년 11월      |
| 대덕 보라미      | 2009년 10월      |
| 대구 마이티      | 2005년 4월       |
| 대구 아레스      | 2007년 1월       |
| 부산 빈          | 2004년 4월       |
| 부산 올인        | 2006년 1월       |
| 부산 엔젤스      | 2011년 1월       |
| JTCR             | 2007년 12월      |
| 스윙 이글스      | 2005년 5월       |